# Ferrería de Cades
La ferrería de Cades es una ferrería en la localidad española de Cades, perteneciente al municipio cántabro de Herrerías.  Cuenta con el estatus de Bien de Interés Local.

## Descripción

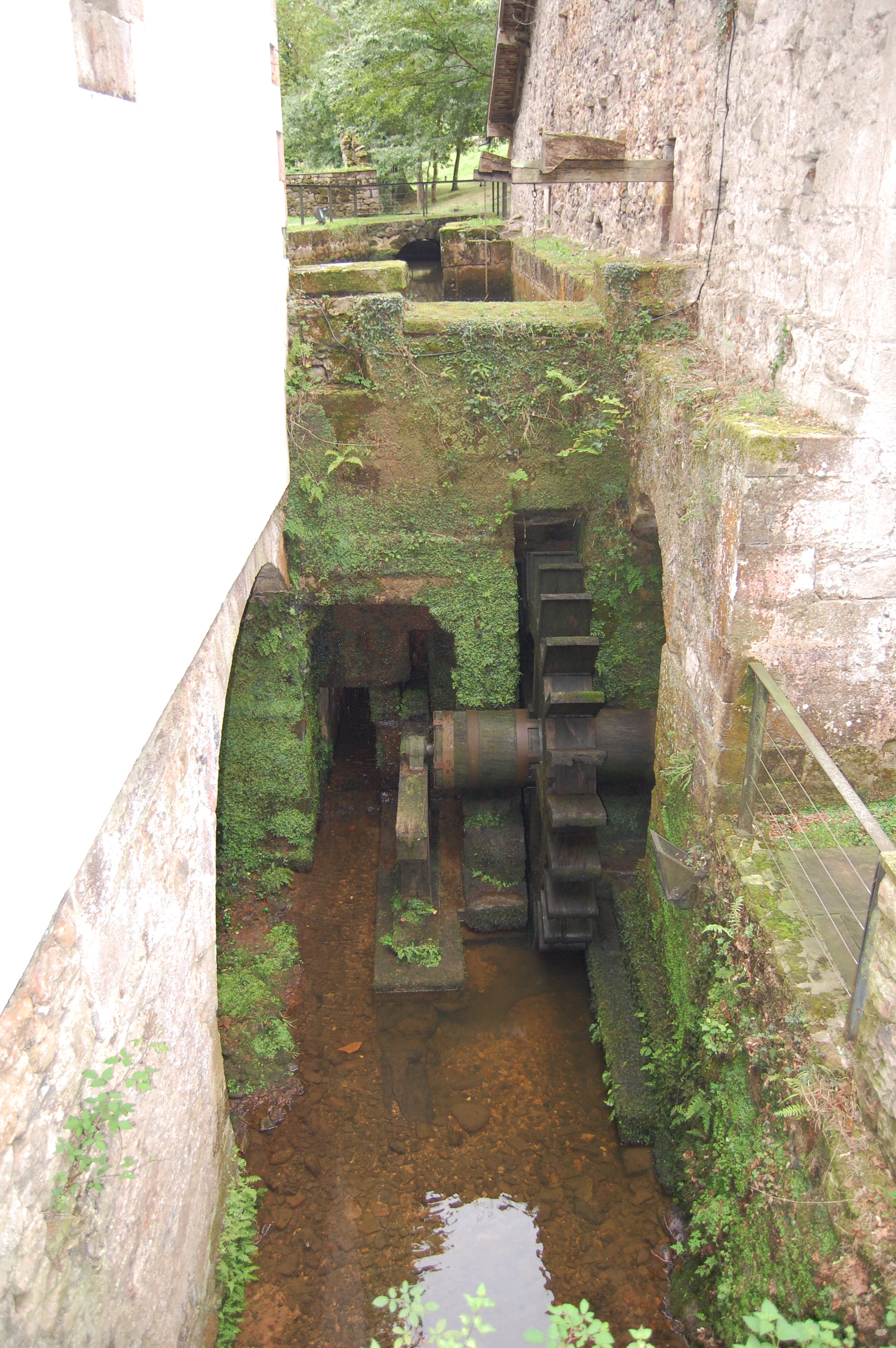
Ferrería.

Las ferrerías son construcciones dedicadas a la obtención del hierro. La de Cades está ubicada en la margen izquierda del río Nansa, forma parte de un conjunto de inmuebles edificado a mediados del siglo XVIII y se trata de una instalación prefabril que se dedicó a la producción del hierro por el procedimiento directo. La ferrería de Cades es una de las mejor conservadas en Cantabria.
El 14 de enero de 2014 se le otorgó el estatus de Bien de Interés Local, mediante una resolución publicada en el Boletín Oficial de Cantabria el día 29 de dicho mes. El entorno de protección comienza en el cruce de la carretera CA-856, de Puente el Arrudo a Sobrelapeña, con la entrada a la localidad de Cades. Discurre por la CA-856, en dirección a Sobrelapeña hasta el primer desvío situado a la izquierda por el límite de la parcela número 20 hasta sobrepasar los canales de entrada del agua a la ferrería. Continúa por el río Nansa hasta enlazar con el límite septentrional de la mencionada parcela 20. Desde aquí discurre por el límite oriental de uno de los canales hasta la confluencia con el río Nansa. Por el río continúa hasta alcanzar el canal más occidental, que lo incluye, y transcurre hasta las construcciones que acompañan a la ferrería. De aquí, sigue, en línea recta, hasta el punto de inicio.